# Žalimas
Žalimas ist ein litauischer männlicher Familienname.

## Herkunft
Der Familienname stammt vom litauischen Wort žalias, dt. 'grün'.

## Weibliche Formen
- Žalimaitė (ledig)
- Žalimienė (verheiratet)

## Namensträger
- Dainius Žalimas (* 1973), Völkerrechtler, Verfassungsrichter, Verwaltungsjurist